# Tomimoto Toyohina
Tomimoto Toyohina est un nom japonais traditionnel ; le nom de famille (ou le nom d'école), Tomimoto, précède donc le prénom (ou le nom d'artiste).
Tomimoto Toyohina, souvent désignée simplement par le seul nom de Toyohina, est une jeune Japonaise qui vivait à la fin du XVIIe siècle et était particulièrement célèbre pour sa beauté.
Elle a servi de modèle à Utamaro dans quelques-unes de ses estampes ukiyo-e les plus connues, en particulier les nombreuses représentations qui la mettent en scène avec Takashima Ohisa et Naniwaya Okita, très souvent représentées elles aussi par Utamaro ; c'est Toyohina qui occupe la position centrale dans l'une des estampes les plus fameuses d'Utamaro, Trois Beautés de notre temps.
L'emblème de Toyohina, qui apparait dans cette estampe, est la primevère.